# کورودو-دوکورو
کورودو-دوکورو (به ژاپنی: 蔵人所 Kurōdo-dokoro)، همچنین به عنوان Kurando-dokoro خوانده می‌شود و اغلب به عنوان دفتر چمبرلین ترجمه می‌شود، ارگانی از دولت امپراتوری ژاپن بود که در سال ۸۱۰ توسط امپراتور ساگا ایجاد شد.
این سازمان خارج از ساختار قانونی دولتی تشریح شده در قانون ریتسوریو ایجاد شد و مستقیماً تحت اختیار امپراتور ژاپن قرار گرفت با این حال، در طول قرن نهم، نقش و مسئولیت این دفتر به‌طور قابل توجهی گسترش یافت و در پایان قرن نهم به یک نقطه کنترل واضح در دولت تبدیل شد. امپراتور برای مدتی قادر به اعمال نفوذ مستقیم خود بر بوروکراسی بود. در همان زمان، انجام امور رسمی امپراتور از طریق چمبرلین، بسیاری از قدرت و وظایف شورای قانونی دولت را غصب کرد دایجوکان (太政官, daijō-kan).